# Ivar Eriksen
Pour les articles homonymes, voir Eriksen.
Ivar Eriksen, né le 7 mars 1942 à Hamar, est un ancien patineur de vitesse norvégien.

## Biographie
Aux Jeux olympiques d'hiver de 1968 organisés à Grenoble en France, Ivar Eriksen obtient la médaille d'argent sur 1 500 mètres, tandis qu'en 1964 il s'était classé sixième à la même épreuve. L'année suivante, il est le premier à passer sous les 1 min 20 au 1 000 m à Inzell. Au total, il aura battu cinq records du monde dont quatre au 1 000 m et un au 3 000 m.

## Records personnels
| Distance      | Temps         | Année |
| ------------- | ------------- | ----- |
| 500 mètres    | 39 s 1        | 1970  |
| 1 000 mètres  | 1 min 19 s 2  | 1971  |
| 1 500 mètres  | 2 min 4 s 0   | 1968  |
| 5 000 mètres  | 7 min 55 s 6  | 1969  |
| 10 000 mètres | 16 min 33 s 4 | 1968  |